# Porto Amboim
Porto Amboim egy kikötőváros Angolában, Cuanza Sul tartományban. Lakosainak száma 137 000 fő.

## Története
A múltban Porto Amboimot egy elszigetelt, 123 km hosszú, 610 mm-es keskeny nyomtávolságú vasútvonal kötötte össze Gabelával, amelyet azonban 1987-ben a polgárháború és a kávéültetvények többségének felhagyása miatt, amely Gabela legnagyobb bevételi forrása volt, bezártak. Eredetileg Porto Amboim Kissonde néven volt ismert, egy kis falu, amelyet később, 1587-ben a portugálok gyarmatosítottak, és Benguelának, majd Benguela Velha-nak (régi Benguela) neveztek el, mivel egy másik, ma Benguela néven ismert falu jött létre, amely Benguela Velhától 350 km-re délre található. A település nevét 1923-ban Porto Amboimra változtatták. Porto Amboim a tengeri ipar egyik növekvő területe. Az angolai partok előtt elterülő elősósó, Porto Amboimmal a középpontban, egy tervezett fejlesztési terület. Az olyan vállalatokkal, mint a Paenal, a Sonangol, az SBM és a DSME közös vállalata, valamint a Heerema Porto Amboim, a két nagy offshore gyártóüzem, Porto Amboim fejlődésnek indult. 